# Joanna Bauldreay
Joanna Bauldreay es una química británica y directora de desarrollo de combustible para aviación en Shell Global Solutions. 

## Trayectoria
Bauldreay estudió Ciencias Naturales en el Newnham College, Cambridge, y se matriculó en 1976. Se le concedió un Azul por el críquet, y sigue practicando deportes. Bauldreay se unió a la Universidad de Southampton para sus estudios de posgrado, obteniendo una maestría en Ciencias Electroquímicas. Completó su doctorado en Newnham College bajo la supervisión de Mary Archer.
En 1986, después de un puesto postdoctoral en la Universidad Rice en Houston, Texas, Bauldreay se unió a la empresa petrolera Royal Dutch Shell Group. Es Gerente de Desarrollo de Combustible en la filial Shell Global Solutions. Se la considera una experta en combustible de aviación. Tiene varias patentes relacionadas con queroseno líquido. Explora una gama de tecnologías emergentes, incluyendo queroseno sintético que contiene aromáticos, alcohol a chorro, chorro celulósico depolimerizado hidrotratado y reformado en fase acuosa.

## Reconocimientos
En 2017, Bauldreay fue galardonada con el premio a la trayectoria profesional que otorga la Asociación Internacional para la Estabilidad, Manejo y Uso de Combustibles Líquidos (IASH) por sus avances técnicos en el combustible para aviones de base petrolífera y sintética.